# Wang Jang (politik)
Wang Jang (čínsky pchin-jinem Wāng Yáng, znaky zjednodušené 汪洋, * 5. března 1955; Su-čou, An-chuej) je politik v Čínské lidové republice, jeden z předních členů Komunistické strany Číny, v letech 2013–2018 byl jedním z vicepremiérů Čínské lidové republiky, v letech 2018–2023 byl předsedou celostátního výboru Čínského lidového politického poradního shromáždění.
Předtím byl od prosince 2007 do prosince 2012 tajemníkem kuantungského výboru Komunistické strany Číny a tedy jedním z nejvýznamnějších regionálních funkcionářů strany. V této funkci vystřídal Čanga Te-ťianga a jeho nástupcem se stal v roce 2012 Chu Čchun-chua. Sám Wang Jang byl předtím v letech 2005-2007 tajemníkem stranického výboru v Čchung-čchingu.
Od roku 2007 byl Wang Jang členem politbyra Komunistické strany Číny, od roku 2017 i jeho stálého výboru. 
Na XX. sjezdu KS Číny v říjnu 2022 odešel ze stranických funkcí a v březnu 2023 dokončil své funkční období v čele celostátního výboru Čínského lidového politického poradního shromáždění.